# Sackmann-Denkmal

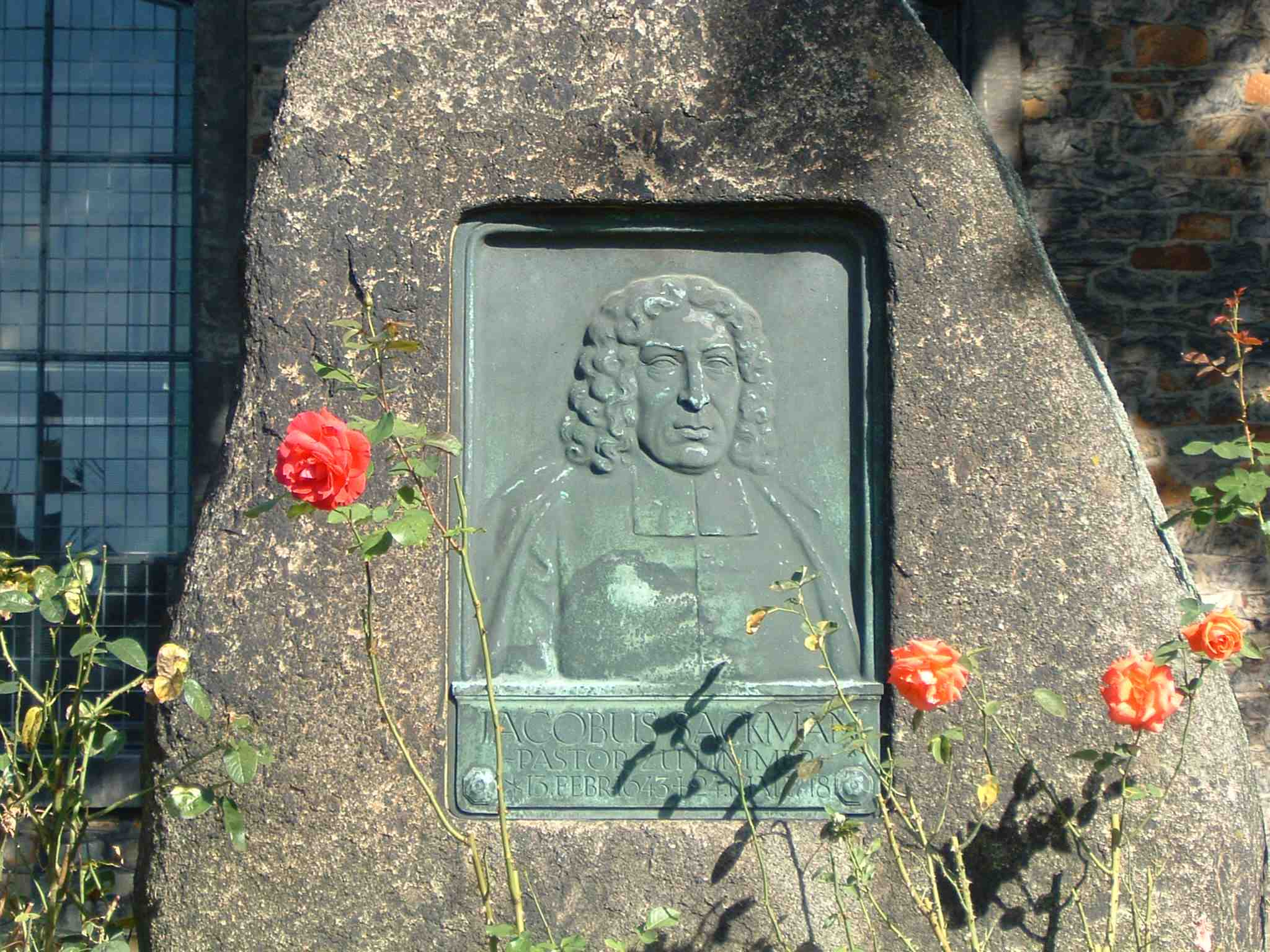
Reliefiertes Porträt des Pastors Jacobus Sackmann in dem aus dem Harz stammenden Granitblock vor der Nikolaikirche in Limmer

Das Sackmann-Denkmal in Hannover erinnert an den in Limmer tätigen Pastor Jacobus Sackmann (1643–1718), der ab 1680 teilweise im Calenberger Platt an der Nikolaikirche predigte.
Nachdem der Geistliche an oder in dem Limmerer Sakralbau bestattet worden war, wurde der alte Kirchenbau, der möglicherweise einen älteren Vorgänger hatte, 1785 durch den heute noch erhaltenen, anfänglich turmlosen Saalbau ersetzt. Beim Abbruch verschwanden auch die alten Gräber, darunter mutmaßlich auch das Sackmannsche, das sich auf dem Kirchhof befunden haben soll.
Auf Initiative des umtriebigen Limmerer Unternehmers Christian Tegtmeyer bildete sich Anfang des 20. Jahrhunderts der „Sackmann-Verein“, der das 1913 auf dem Rasen vor der Kirche enthüllte Denkmal zu Ehren des knapp zwei Jahrhunderte zuvor verstorbenen Pastors stiftete. Der Granitblock war aus der Steinernen Renne aus dem Harz herbeigeschafft worden. Die bronzene Platte mit dem Porträt-Relief Sackmanns schuf der hannoversche Bildhauer Karl Gundelach. Am Fuß der Reliefplatte findet sich zudem der Hinweis auf die Bildgießerei: „Guss: Portmann & Co. Hannover“.